# Virginija Adomaitienė
Virginija Adomaitienė (* 1958) ist eine litauische Psychiaterin und  Professorin.

## Leben
Virginija wuchs in Ariogala der Rajongemeinde Raseiniai und dann in Žaliakalnis der Stadtgemeinde Kaunas auf. In der Kindheit besuchte sie die Musikschule und spielte Akkordeon. Nach dem Abitur an der Mittelschule Kaunas arbeitete sie ein Jahr als Laborantin in der Kardiologie-Klinik. Erst danach absolvierte Virginija  das Studium, die Internatur der Medizin und der Psychiatrie am Medizininstitut Kaunas (KMI). Sie arbeitete im Krankenhaus Raseiniai. Ab 1988 arbeitete sie an der Psychiatrie-Klinik der KMU. Am 4. Juni 2004 promovierte sie zum Thema Klinikinės depresijos struktūros analizė sergant išemine širdies liga an der Kauno medicinos universitetas. Danach absolvierte sie das Aufbaustudium und erwarb den Master-Abschluss an der Fakultät für Wirtschaft und Management der Vytautas Magnus Universität sowie  Psychotherapie am Halle-Institut in Deutschland.
Adomaitienė lehrt als Professorin an der Medizinakademie der Litauischen Universität für Gesundheitswissenschaften (LSMU). Seit 2006 ist sie Leiterin der Klinik für Psychiatrie der LSMU. Sie ist auch Mitglied der Arbeitsgruppe RAN Health.
Adomaitienė ist verheiratet und hat zwei Söhne.